# Monotoma punctata
Monotoma punctata es una especie de coleóptero de la familia Monotomidae.

## Distribución geográfica
Habita en Sicilia (Italia).